# Graus conjunts

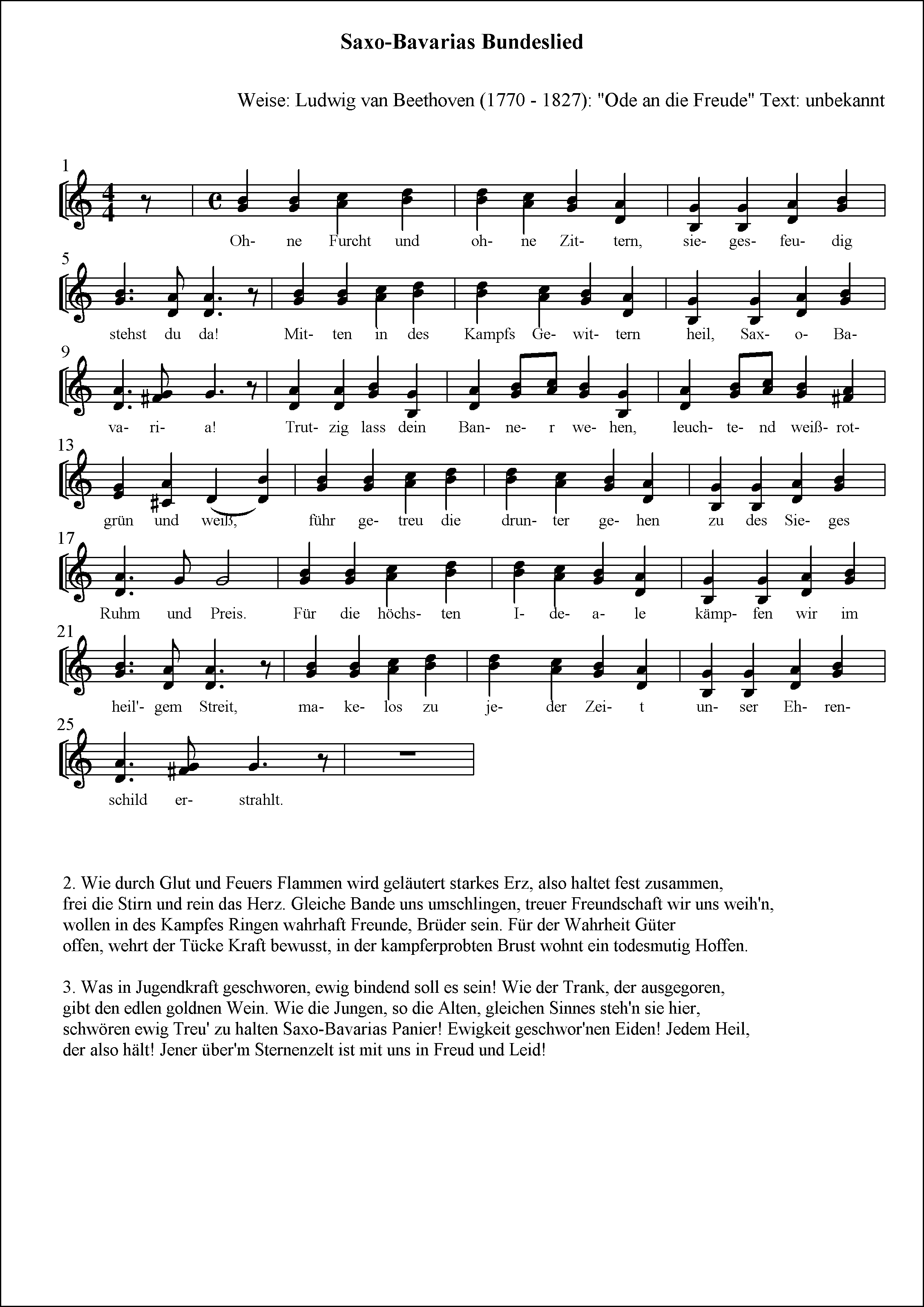
Oda a l'alegria, de la Simfonia número 9, de Ludwig van Beethoven, gairebé exclusivament per graus conjunts.

S'anomenen graus conjunts, en música a les notes consecutives d'una escala.
L'expressió s'utilitza especialment per referir-se a la forma com estan estructurades les melodies, entenent que poden ser per graus conjunt o bé per salts, la qual cosa els dona, en general -i sense detriment del que hi aporten molts altres factors- una expressivitat molt diferent.
En general els graus conjunt abunden més en la música vocal i també en la música popular i tradicional.